# Eleição municipal de Jundiaí em 2024
O primeiro turno da eleição municipal de Jundiaí ocorreu em 6 de outubro para eleger um prefeito, um vice-prefeito e 19 vereadores para a administração da cidade paulista. O prefeito titular era Luiz Fernando Machado, do PL, que não concorreu pois já teve dois mandatos seguidos.

## Contexto

### Eleição anterior
Luiz Fernando Machado disputou a sua reeleição o munícipio de Jundiaí em 2020 representando o partido PSDB. Pelo primeiro turno, o então candidato a prefeito ficou em primeiro lugar com 134 793 votos (69,64%), seguido do ex-prefeito Pedro Bigardi, do partido Rede, que conseguiu 11 026 votos (5,70%), vencendo no primeiro turno.

## Calendário eleitoral
| Início        | Fim           | Atividades | Status    |
| ------------- | ------------- | --- | --------- |
| 7 de março    | 5 de abril    | Janela partidária para vereadores trocarem de partido visando concorrer às eleições sem perder o mandato. | Realizado |
| 6 de abril    | 6 de abril    | Data-limite para todas as legendas e federações partidárias obterem o registro dos estatutos no TSE e para todos os candidatos terem domicílio eleitoral na circunscrição em que desejam disputar as eleições com a filiação deferida pelo partido. | Realizado |
| 15 de maio    | 15 de maio    | Início da campanha de arrecadação prévia de recursos na modalidade de financiamento coletivo para pré-candidatos, sem realização de pedidos de voto e obedecendo a regras relativas à propaganda eleitoral na Internet.                             | Realizado |
| 20 de julho   | 5 de agosto   | Realização de convenções partidárias para deliberar sobre coligações e escolher candidatos às prefeituras e aos cargos de vereador. Os partidos têm até 15 de agosto para registrar os nomes na Justiça Eleitoral.                                  | Realizado |
| 16 de agosto  | 16 de agosto  | Início das campanhas eleitorais de forma igualitária, podendo qualquer publicidade ou manifestação com pedido explícito de voto antes da data ser considerada irregular e multada.                                                                  | Realizado |
| 30 de agosto  | 3 de outubro  | Veiculação da propaganda eleitoral gratuita no rádio e na televisão. | Realizado |
| 6 de outubro  | 6 de outubro  | Realização do primeiro turno das eleições municipais. | Realizado |
| 11 de outubro | 25 de outubro | Veiculação da propaganda eleitoral gratuita no rádio e na televisão para o segundo turno. | Realizado |
| 27 de outubro | 27 de outubro | Realização de um eventual segundo turno nas cidades com mais de 200 mil eleitores em que o candidato a prefeito mais votado não tenha atingido a metade mais um dos votos válidos.                                                                  | Realizado |

## Candidatos

### Definição das candidaturas
Em convenções partidárias realizadas entre 20 de julho de 5 de agosto foram definidos os candidatos a prefeitos e vice-prefeitos(as).

### Quadro de candidaturas
| Nº | Candidato a prefeito | Candidato a prefeito       | Candidato(a) a vice prefeito(a) | Candidato(a) a vice prefeito(a) | Coligação                                                                         |
| -- | -------------------- | -------------------------- | ------------------------------- | ------------------------------- | --------------------------------------------------------------------------------- |
| 22 |                      | José Antônio Parimoschi PL |                                 | Antônio Carlos Albino PL        | O Futuro Não Pode Parar PL, PP, Republicanos, PSDB, Cidadania, PSD, Avante e PODE |
| 28 |                      | Silas Feitosa PRTB         |                                 | Felisberto Negri PRTB           | Jundiaí boa para todos! PRTB                                                      |
| 40 |                      | Ricardo Bocalon PSB        |                                 | Leila Casote PT                 | Na nossa Jundiaí, o que mais importa são as pessoas PSB, PT, PC do B, PV e PDT    |
| 44 |                      | Gustavo Martinelli UNIÃO   |                                 | Ricardo Benassi Novo            | O Trabalho Por Jundiaí Vai Continuar UNIÃO, NOVO, AGIR e PMB                      |
| 50 |                      | Higor Codarin PSOL         |                                 | Felipe Pinheiro Rede            | Uma outra Jundiaí é possível PSOL e Rede                                          |

## Pesquisas eleitorais

### Primeiro Turno
| Instituto                      | Data(s) conduzida(s) | Amostragem | Gustavo Martinelli (UNIÃO) | José Parimoschi (PL) | Ricardo Bocalon (PSB) | Alexandre Pereira (Solidariedade) | Silas Feitosa (PRTB) | Higor Codarin (PSOL) | Brancos e Nulos | Indecisos | N° Identificação | Ref.          |
| ------------------------------ | -------------------- | ---------- | -------------------------- | -------------------- | --------------------- | --------------------------------- | -------------------- | -------------------- | --------------- | --------- | ---------------- | ------------- |
| AR7 Pesquisas de Opinião       | 25-26/Mai/2024       | 600        | 19,7%                      | 18,2%                | 3,2%                  | 3%                                | 2%                   | 1,7%                 | 28,8%           | 23,4%     | SP-02006/2024    | [ 13 ] [ 14 ] |
| Vox Brasil Opinião e Pesquisas | 10-11/Jul/2024       | 384        | 37,8%                      | 22,7%                | 5,7%                  | -                                 | 3,1%                 | 3,4%                 | 3,6%            | 22,4%     | SP-00511/2024    | [ 15 ]        |
| AR7 Pesquisas de Opinião       | 24-25/Ago/2024       | 600        | 32,7%                      | 35,2%                | 7,8%                  | -                                 | 1,8%                 | 2,3%                 | 8,3%            | 11,9%     | SP-08933/2024    | [ 16 ]        |
| Vox Brasil Opinião e Pesquisas | 24-26/Ago/2024       | 632        | 44,1%                      | 26,3%                | 6,2%                  | -                                 | 4,4%                 | 1,7%                 | 6,5%            | 10,8%     | SP-01746/2024    | [ 17 ]        |
| Paraná Pesquisas               | 24-27/Set/2024       | 740        | 33,5%                      | 43,0%                | 4,7%                  | -                                 | 0,9%                 | 3,9%                 | 7,0%            | 6,9%      | SP-04003/2024    | [ 18 ]        |

### Segundo Turno
| Instituto        | Data(s) conduzida(s) | Amostragem | Gustavo Martinelli (UNIÃO) | José Parimoschi (PL) | Brancos e Nulos | Indecisos | N° Identificação | Ref.   |
| ---------------- | -------------------- | ---------- | -------------------------- | -------------------- | --------------- | --------- | ---------------- | ------ |
| Instituto Veritá | 13-17/Out/2024       | 810        | 50,5%                      | 39,2%                | 6,6%            | 3,7%      | SP-07199/2024    | [ 19 ] |
| Instituto Veritá | 19-24/Out/2024       | 810        | 47,5%                      | 40,4%                | 10,3%           | 1,7%      | SP-08341/2024    | [ 20 ] |

## Apoios no segundo turno
Após a confirmação do segundo turno entre Parimoschi e Martinelli, os candidatos derrotados, demais políticos e partidos políticos posicionaram-se. Nesta seção há uma relação dos endossos declarados após o primeiro turno:
| Parimoschi | Parimoschi                                             |
| ---------- | ------------------------------------------------------ |
| Partido    | PSB                                                    |
| Políticos  | Tarcísio de Freitas, governador do estado de São Paulo |
| Políticos  | Luiz Fernando Machado, prefeito de Jundiaí             |

| Neutralidade | Neutralidade                          |
| ------------ | ------------------------------------- |
| Partidos     | PT                                    |
| Partidos     | PSOL                                  |
| Partidos     | PC do B                               |
| Político     | Pedro Bigardi, ex-prefeito de Jundiaí |

| Martinelli | Martinelli                                     |
| ---------- | ---------------------------------------------- |
| Partido    | Rede                                           |
| Político   | Silas Feitosa, candidato a prefeito de Jundiaí |

## Resultados

### Prefeito[27][28][29][30][31][32]
| Candidato(a)                 | Vice                       | 1º turno 06 de Outubro de 2024 | 1º turno 06 de Outubro de 2024 | 2º turno 27 de Outubro de 2024 | 2º turno 27 de Outubro de 2024 |
| Candidato(a)                 | Vice                       | Total                          | Percentagem                    | Total                          | Percentagem                    |
| ---------------------------- | -------------------------- | ------------------------------ | ------------------------------ | ------------------------------ | ------------------------------ |
| Gustavo Martinelli (UNIÃO)   | Ricardo Benassi (Novo)     | 93.921                         | 43,34%                         | 125.712                        | 58,87%                         |
| José Antônio Parimoschi (PL) | Antônio Carlos Albino (PL) | 104.180                        | 48,07%                         | 87.832                         | 41,13%                         |
| Higor Codarin (PSOL)         | Felipe Pinheiro (Rede)     | 10.677                         | 4,39%                          |                                |                                |
| Ricardo Bocalon (PSB)        | Leila Casote (PT)          | 5.399                          | 2,49%                          |                                |                                |
| Silas Feitosa (PRTB)         | Felisberto Negri (PRTB)    | 2.545                          | 1,17%                          |                                |                                |
| Total de votos válidos       | Total de votos válidos     | 122.801                        | 100%                           | 87.832                         | 100%                           |
| Votos em branco              | Votos em branco            | 10.934                         | 4,46%                          | 6.791                          | 2,91%                          |
| Votos nulos                  | Votos nulos                | 17.264                         | 7,05%                          | 13.392                         | 5,73%                          |
| Total de votos               | Total de votos             | 244.920                        | 72,80%                         | 233.727                        | 69,48%                         |
| Abstenções                   | Abstenções                 | 91.486                         | 27,20%                         | 102.679                        | 30,52%                         |
| Total de inscritos           | Total de inscritos         | 336.406                        | 100%                           | 336.406                        | 100%                           |

### Vereadores[27][33][29]
| Candidato(a)                          | Partido      | Nº    | Votação | Votação     |
| Candidato(a)                          | Partido      | Nº    | Total   | Porcentagem |
| ------------------------------------- | ------------ | ----- | ------- | ----------- |
| Quezia de Lucca                       | PL           | 22456 | 8.020   | 3,73%       |
| Juninho Adilson                       | UNIÃO        | 44044 | 7.229   | 3,36%       |
| Edicarlos Vieira                      | UNIÃO        | 44777 | 6.959   | 3,24%       |
| Rodrigo Albino                        | PL           | 22222 | 6.661   | 3,10%       |
| Henrique Parra Do Cardume             | PSOL         | 50123 | 5.939   | 2,76%       |
| Daniel Lemos                          | PSD          | 55055 | 5.829   | 2,71%       |
| Cristiano Lopes                       | PP           | 11000 | 5.392   | 2,51%       |
| Dr Kachan Jr Coisa Linda              | REP          | 10000 | 5.246   | 2,44%       |
| Madson Henrique                       | PL           | 22000 | 5.167   | 2,40%       |
| Leandro Basson                        | PL           | 22123 | 4.925   | 2,29%       |
| Mariana Janeiro                       | PT           | 13000 | 4.716   | 2,19%       |
| Adriano dos Santos (Dika Xique Xique) | PODE         | 20456 | 4.715   | 2,19%       |
| Paulo Sergio Delegado                 | PSDB         | 45000 | 3.269   | 1,52%       |
| João Victor                           | PL           | 22500 | 3.251   | 1,51%       |
| Romildo Antônio                       | PSDB         | 25095 | 3.096   | 1,44%       |
| Tiago Da El Elion                     | PL           | 22321 | 2.917   | 1,36%       |
| Carla Basilio                         | PSD          | 55555 | 2.830   | 1,32%       |
| Faouaz Taha                           | PSD          | 55011 | 2.553   | 1,19%       |
| Zé Dias                               | Republicanos | 10260 | 2.288   | 1,06%       |